# Giulio Cesare Teloni
Il conte Giulio Cesare Teloni, detto Bruto (Firenze, 8 febbraio 1857 – Roma, 30 maggio 1943), è stato un assiriologo italiano.

## Informazioni biografiche
Frequentò il Liceo Dante di Firenze e conseguì la laurea in lettere nel 1878, presso l'Istituto di Studi Superiori di Firenze.
Percorse tutta la carriera nell'ambito bibliotecario, dal 1884 al 1924: prima a Firenze, presso la Biblioteca Medicea Laurenziana e dal 1893-94 presso la Biblioteca Nazionale Centrale di Firenze, successivamente a Roma presso la Biblioteca Nazionale Vittorio Emanuele II.
Presso la Biblioteca Nazionale Centrale di Firenze fu stretto collaboratore del direttore Desiderio Chilovi; vi lavorava anche Anita Castellano, che sposò attorno al 1900.
Studioso della civiltà e della cultura Mesopotamiche, in particolare degli Assiri, e precursore della Assiriologia in Italia.
Fu in contatto e in corrispondenza con l'orientalista Angelo De Gubernatis e con l'irredentista triestino e collega bibliotecario a Firenze Salomone Morpurgo.
Libero docente di assiriologia presso l'Istituto di Studi Superiori di Firenze.
Professore incaricato di Archeologia Orientale presso la Scuola di Studi Orientali dell'Università di Roma.

## Principali pubblicazioni
- I monumenti di Ninive e di Babilonia per lo studio dell'antico testamento - 1886?
- Crestomazia assira con paradigmi grammaticali - compilata dal dott. Bruto Teloni - Firenze - 1887
- Libri, documenti e biblioteche nell'antica Mesopotamia - cenni storici del dott. Bruto Teloni - Firenze - 1890 - (Estratto dalla Rivista delle Biblioteche, no. 20-21, agosto-settembre, 1889)
- La questione dei cherubini e dei genii alati, specialmente antropomorfi, degli Assiro Caldei - Leipzig - 1891
- «Questioni intorno alla Leggenda di Semiramide», in Giornale della Società Asiatica Italiana, vol. VI., 1892
- La bibbia e i monumenti di Ninive e Babilonia - Firenze - 1901
- Letteratura assira - Milano/Firenze - Hoepli - 1903
- Pietre Incise, Orientale del Museo di Perugia - Firenze - 1905 - (Estratto dal Giornale della Società Asiatica Italiana. XVIII)
- La voce "Assiriologia" in Enciclopedia Italiana di Scienze, Lettere ed Arti, Treccani, vol. V pp. 36–38 - 1930